# Juan Martín Prada
Juan Martín Prada (Madrid, 1971) es un profesor universitario español, actual catedrático de la Universidad de Cádiz.
Se licenció y doctoró en filosofía en la Universidad Complutense de Madrid el 1998. Ha sido director de máster de la Universidad Europea de Madrid y profesor de la Universidad de Valladolid, y ha colaborado con diversas universidades, como la Universidad de Girona, la Universidad de Compostela o la Universidad de Sevilla, entre otras. En la Universidad de Cádiz dirige el grupo de investigación «Teorías estéticas contemporáneas». Como autor, ha publicado diversos textos sobre estética y teoría del arte, tanto en revistas académicas como de divulgación.

## Publicaciones destacadas
- La apropiación posmoderna. Arte, práctica apropiacionista y Teoría de la posmodernidad (2001)
- Las nuevas condiciones del arte contemporáneo (2003)
- Otro tiempo para el arte. Cuestiones y comentarios sobre el arte actual (2012).
- Prácticas artísticas e Internet en la época de las redes sociales (Akal, 2012)
- El ver y las imágenes en el tiempo de Internet (Akal, 2018).
- Teoría del arte y cultura digital. (Akal, 2023)